# Guadeloupse voetbalbond
De Ligue Guadeloupéenne de Football of Guadeloupse voetbalbond (LGF) is de voetbalbond van Guadeloupe. De voetbalbond werd opgericht in 1958 en is sinds 2013 lid van de CONCACAF. De bond is geen lid van de FIFA.
De voetbalbond is verantwoordelijk voor het Guadeloups voetbalelftal en de nationale voetbalcompetitie voor mannen, de Guadeloupe Division of Honor.

## President
De huidige president (december 2018) is Guy Roch.